# Lac de Maracaibo
Pour les articles homonymes, voir Maracaibo (homonymie).
Le lac de Maracaibo, en espagnol : Lago de Maracaibo, dans l'ouest du Venezuela, n'est pas à proprement parler un lac, mais une baie, saumâtre et ouverte sur le golfe du Venezuela et la mer des Caraïbes, dont il fait par ailleurs partie. Il est victime d'une pollution chronique par du pétrole exploité sous le lac et dans les environs depuis plus d'un siècle, mais en voie d'épuisement (« une marée noire permanente alimentée par des oléoducs et des puits en manque cruel d'entretien »).

## Géographie

Carte du bassin du lac de Maracaibo.

Ses dimensions maximales sont de 67 km est-ouest et 99 km nord-sud, pour une superficie de 13 210 km2 ; sa profondeur maximale de 60 m.
Il est directement relié à la mer des Caraïbes par le détroit de Maracaibo. Il forme ainsi une baie d'eau saumâtre qui a une connexion directe et naturelle avec la mer.

De multiples cours d'eau l'alimentent, le río Catatumbo étant le plus important d'entre eux (son apport représente 60 % des eaux du lac).

Il est bordé par les États de Zulia, Mérida et Trujillo au Venezuela.

À son débouché sur le golfe du Venezuela, a été édifié le pont du Général-Rafael-Urdaneta, de 8 678 mètres de longueur, qui relie les deux rives du détroit dans sa partie la plus étroite.
135 rivières se jettent dans le lac.

## Climatologie
D'après une étude de cinq chercheurs de l'université de São Paulo, de l'université d'Alabama, de la NASA et de la NOAA, publiée le 17 février 2016, le lac de Maracaibo est l'endroit le plus foudroyé au monde avec jusqu'à 297 jours d'orage par an,.

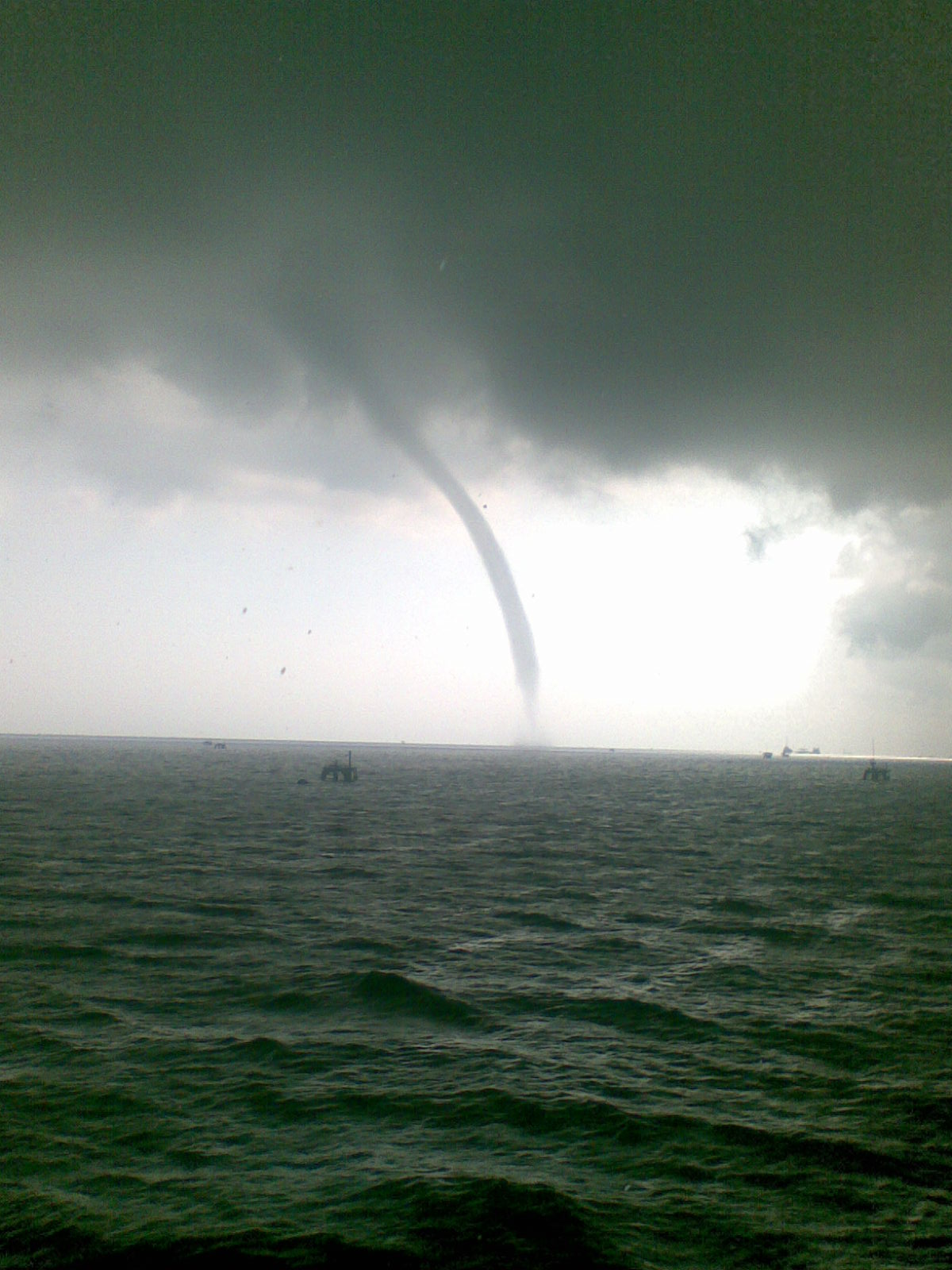
Tornade sur le lac de Maracaibo.

## Histoire

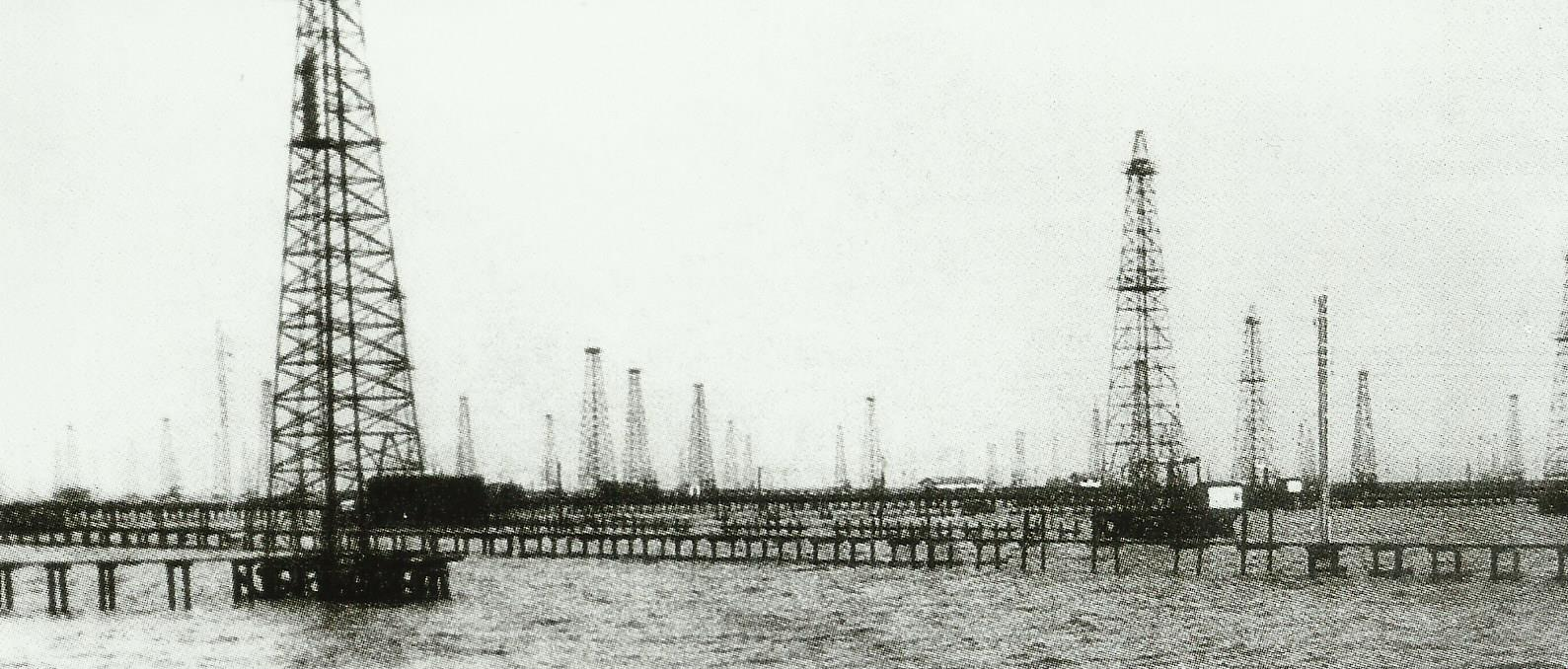
Exploitation de pétrole sur le lac (1929).

Le bassin de Maracaibo s'est formé il y a des millions d'années par l'effondrement du substrat rocheux. l'accumulation des sédiments marins très riches en matière organique est à l'origine de l'une des plus grandes réserves pétrolières du monde (qui expliquent que le Venezuela est le seul pays d'Amérique du Sud faisant partie de l'OPEP).
Le bassin est d'abord visité par Amerigo Vespucci en 1499 et présent dans une carte de la région publiée en 1500. Dans Lettera di Amerigo Vespucci delle isole nuovamente trovate in quatro suoi viaggi (« Lettre d'Amerigo Vespucci sur les îles récemment découvertes dans ses quatre voyages » ou simplement Lettera), il raconte avoir traversé le lac et rencontré un grand peuple indigène dont les habitations étaient bâties sur l'eau « comme Venise ». Certains historiens identifient cette association à Venise comme la base étymologique du nom Venezuela. Dans le De Américae de De Bry, le dessinateur publie les premières gravures des peuples indigènes habitant le lac Maracaibo.
En 1666, des pirates français capturent brièvement le Castillo San Carlos sur le lac. En 1669, les Écossais, menés par Henry Morgan, s'emparent du Castillo. Au XVIIe, tous les produits des Andes et de Colombie destinés à l'export transitent par le port de Maracaibo. En septembre 1822, les Espagnols reprennent le contrôle du lac. En 1823 s'y déroule la bataille du lac Maracaibo. La perte de contrôle de Maracaibo repousse les forces espagnoles jusqu'à Cuba. Les États-Unis et la Grande Bretagne reconnaissent l'indépendance de la république du Vénézuela l'année suivante, l'Espagne en 1825.

## Économie
Maracaibo, qui compte environ 2 millions d'habitants, est le pôle économique principal de la région. Mais l'abondance de pétrole n'a pas développé l'économie régionale, car les redevances vont à Caracas ; l'exploitation du pétrole n'a créé que 15 000 emplois.
En outre, la proximité avec la frontière colombienne tend à faire de Maracaibo un centre de contrebande.
Alors que le sud-ouest du bassin, qui est plat et humide, marécageux même, est le théâtre de l'élevage, le sud de la région, formé par le piémont des Andes, voit prospérer des formes d'élevage plus modernes et la production de canne à sucre. Cette partie sud est de ce fait la plus riche.

Maracaibo, Cabimas, Ciudad Ojeda y Gibraltar

Les réserves de pétrole, qui se trouvent tant en terre ferme que sous les eaux du lac ont commencé à être exploitées intensivement en 1922. Mais ces réserves déjà s'épuisent, et aussi la production tend à s'orienter vers le sud, bien que les habitants attirés par le pétrole soient majoritairement restés au nord.

Les raffineries, elles aussi, se trouvent au nord, à Punto Fijo. Les gisements de pétrole s'étendent le long de la rive nord-est du lac, sous les eaux et en terre ferme. L'exploitation a commencé à une grande échelle à partir de 1922. Cependant, les réserves sont faibles et commencent à s'épuiser. La production a glissé vers le sud, mais la majeure partie de la population qu'avait attirée le pétrole est resté installée au nord. D'où trois grandes zones d'activité : au nord, Maracaibo (1 609 000 hab.en 2001), centre commercial profitant indirectement des migrants venus pour le pétrole ; au centre et sur la rive est du lac, Cabimas (210 000 hab.), ville née du pétrole, centre de la région densément peuplée ; au sud, Bachaquero, centre de la production. Le pétrole n'a guère développé d'activités annexes : les redevances sont versées à Caracas, l'exploitation n'emploie pas plus de 15 000 travailleurs ; les raffineries sont tout au nord, à Punto Fijo ; même si une industrie pétrochimique a été créée, l'avenir de la région, après le déclin de l'exploitation, est sombre. Le pôle économique tend ainsi à revenir vers le nord, vers la population et les activités de Maracaibo, qui ne sont plus toutes liées au pétrole ou au gaz naturel. Une importante activité de contrebande se développe en raison de la proximité de la frontière colombienne et du déclin de l'économie pétrolière.

### Crise pétrolière et pollution
Les cours du brut ont chuté et les sanctions américaines ont contribué à une chute de rentabilité du gisement et de la compagnie publique PDVSA dont les infrastructures (câbles et pipelines sous-marins) sont mal entretenues. En une décennie ceci a fait tomber la production de 3,2 millions de barils/jour (en 2009) à moins d'un million (en 2019). Dans le lac de Maracaibo lui même, avec 160.000 barils/jour la production n'est plus qu'un sixième de ce qu'elle était en 2009, "les infrastructures se dégradent et la pollution augmente" : en octobre 2019, selon Yurasi Briceño de l'Institut vénézuélien de recherche scientifique, sur huit puits situés sur le nord du lac, trois laissent en permanence échapper du pétrole et des lésions dues au pétrole sont constatées sur les dauphins et lamantins de la Baie. les poissons et crustacés du lac sont consommés par les populations locales. La crise pétrolière augmente la pauvreté et des actes de piraterie à l'encontre des pêcheurs se développent dans la baie.
En août 2023, des photos aériennes de Copernicus Sentinel-2 révèlent un lac verdoyant de cyanobacteriota.